# Diocesi di Zela
La diocesi di Zela (in latino: Dioecesis Zelitena) è una sede soppressa del patriarcato di Costantinopoli e una sede titolare della Chiesa cattolica.

## Storia
Zela, corrispondente alla città di Zile nell'odierna Turchia, è un'antica sede vescovile della provincia romana dell'Elenoponto nella diocesi civile del Ponto. Faceva parte del patriarcato di Costantinopoli ed era suffraganea dell'arcidiocesi di Amasea. La sede è documentata nelle Notitiae Episcopatuum del patriarcato fino al XII secolo.
Diversi sono i vescovi documentati di questa antica diocesi bizantina. Il primo è Eraclio, che prese parte al concilio di Ancira nel 314; il suo nome appare anche tra i padri che parteciparono al primo concilio ecumenico celebrato a Nicea nel 325. Verso la metà del IV secolo è noto il vescovo ariano Bitinico, che fece parte del gruppo di vescovi orientali che abbandonarono il concilio di Sardica (343/344) e sottoscrissero una formula di fede ariana in un concilio alternativo celebrato a Filippopoli; un vescovo di nome Bitinico, ma senza l'indicazione della sede di appartenenza, prese parte anche al sinodo di Gangra, la cui datazione, ancora incerta, è compresa tra il 340 e il 360.
Per il V secolo sono noti due vescovi: Attico, che assistette al concilio di Calcedonia del 451; e Iperechio, che sottoscrisse nel 458 la lettera dei vescovi dell'Elenoponto all'imperatore Leone I dopo l'uccisione di Proterio di Alessandria.
Giorgio era presente al concilio in Trullo nel 692. Costantino figura tra i vescovi che intervenne al secondo concilio di Nicea nel 787. Paolo infine partecipò al concilio dell'879-880 che riabilitò il patriarca Fozio di Costantinopoli; questo vescovo può essere identificato con l'anonimo prelato menzionato in una lettera sinodale dello stesso Fozio, scritta tra novembre 877 e settembre 886.
Dal XVIII secolo Zela è annoverata tra le sedi vescovili titolari della Chiesa cattolica; la sede è vacante dal 7 luglio 1964. Il suo ultimo titolare è stato José María García Lahiguera, vescovo ausiliare di Madrid.

## Cronotassi

### Vescovi greci
- Eraclio † (prima del 314 - dopo il 325)
  - Bitinico † (prima del 340 - dopo il 343/344) (vescovo ariano)
- Attico † (menzionato nel 451)
- Iperechio † (menzionato nel 458)
- Giorgio † (menzionato nel 692)
- Costantino † (menzionato nel 787)
- Paolo † (menzionato nell'879)
- Anonimo † (menzionato tra l'877 e l'886)

### Vescovi titolari
- Etienne Pierre Lecerré † (25 settembre 1753 - ? dimesso)
- Francisco San Andrés, O.S.H. † (2 ottobre 1758 - 20 gennaio 1766 deceduto)
- Giovanni Devoti † (26 marzo 1804 - 29 maggio 1804 nominato arcivescovo titolare di Cartagine)
- Anton Kautschitz † (23 settembre 1805 - 24 agosto 1807 nominato vescovo di Lubiana)
- Jean-Louis Florens, M.E.P. † (2 ottobre 1807 - 14 dicembre 1814 deceduto)
- Giuseppe Maria Pezzella, O.S.A. † (23 giugno 1828 - circa 1830 succeduto vescovo di Calvi e Teano)
- Peter Paul Lefevère (Lefebre) † (23 luglio 1841 - 4 marzo 1869 deceduto)
- Manuel María León González y Sánchez † (28 gennaio 1876 - 22 giugno 1877 nominato vescovo di Jaén)
- Pierre-Noël-Joseph Foucard, M.E.P. † (13 agosto 1878 - 31 marzo 1889 deceduto)
- Laurent Blettery, M.E.P. † (2 settembre 1890 - 17 agosto 1891 dimesso)
- Hermann Joseph Schmitz † (25 agosto 1893 - 21 agosto 1899 deceduto)
- Marie-Félix Choulet, M.E.P. † (21 febbraio 1901 - 31 luglio 1923 deceduto)
- Basil Takach (Takacs) † (20 maggio 1924 - 13 maggio 1948 deceduto)
- Alejandro Ayson Olalia † (14 maggio 1949 - 6 maggio 1950 succeduto vescovo di Tuguegarao)
- José María García Lahiguera † (17 maggio 1950 - 7 luglio 1964 nominato vescovo di Huelva)